# Glattdecker
Als Glattdeckschiff, auch Glattdecker, im Englischen Flushdecker, bezeichnet man ein Schiff ohne Aufbauten auf dem Freiborddeck.

## Segelschiffe
Bei Großseglern versteht man unter einem Glattdeckschiff, im Gegensatz zum Schiff mit durchgehenden Aufbauten oder zum Volldeckschiff mit Aufbauten (z. B.  Volldecker mit Steuerhaus, Volldecker mit Deckshaus), Brunnenschiff, Dreiinselschiff oder diverse Mischformen wie Brunnenschiff mit Steuerhaus auf dem Poopdeck und Deckshaus im Brunnen (vergleiche die Bark Belem) ein Volldeckschiff ohne jegliche Aufbauten. Es war unter den Großseglern zur Zeit der Klipper der bevorzugte Schiffstyp. In der Ära der Windjammer war für Volldeckschiffe über 35 m Länge von den Klassifikationsgesellschaften eine Back vorgeschrieben, so dass Volldeckschiffe mit Aufbauten zum gebräuchlichsten Schiffstyp wurden.

## Dampfschiffe
Zahlreiche Dampfschiffe des 19. Jahrhunderts waren als Glattdeckdampfer ausgeführt. Im Falle von Raddampfern verfügten diese außer den beiden Radkästen über keine Aufbauten.

## Motorschiffe
Bei Motorschiffen sind Glattdecker sehr selten. Vor allem die während bzw. kurz nach dem Ersten Weltkrieg gebauten US-amerikanischen Zerstörer der Caldwell-, Wickes- und Clemson-Klassen werden als Glattdecker bezeichnet, obwohl die Aufbauten in einem Bereich über das ganze Deck gingen.